# Temporada 2006 del Campeonato de Europa de Rally
La temporada 2006 fue la edición 54º del Campeonato de Europa de Rally. Comenzó el 20 de abril con el Rally 1000 Miglia y finalizó el 22 octubre en el Rallye d'Antibes - Côte d'Azur. El vencedor fue el italiano Giandomenico Basso que obtenía su primer título europeo.

## Calendario
| N.º | Fecha            | Rally                          | Superficie | Resultados |
| --- | ---------------- | ------------------------------ | ---------- | ---------- |
| 1   | 20-22 abril      | Rally 1000 Miglia              | Asfalto    |            |
| 2   | 13-14 mayo       | Fiat Rally                     | Asfalto    |            |
| 3   | 9-11 junio       | Rajd Polski                    | Tierra     | Resultados |
| 4   | 23-24 junio      | Belgium Ypres Westhoek Rally   | Asfalto    | Resultados |
| 5   | 7-9 julio        | Rally Bulgaria                 | Asfalto    | Resultados |
| 6   | 3-5 agosto       | Rali Vinho da Madeira          | Asfalto    | Resultados |
| 7   | 25-27 agosto     | Barum Rally Zlín               | Asfalto    | Resultados |
| 8   | 15-17 septiembre | Elpa Rally                     | Asfalto    |            |
| 9   | 20-22 octubre    | Rallye d'Antibes - Côte d'Azur | Asfalto    |            |

## Resultados

### Campeonato de pilotos
| Pos. | Piloto             | MIG | FIA | POL | YPR | BUL | MAD | ZLI | ELP | ACA | Puntos |
| ---- | ------------------ | --- | --- | --- | --- | --- | --- | --- | --- | --- | ------ |
| 1    | Giandomenico Basso | Ret | 1   | 4   | 1   | 1   | 1   |     |     |     | 45     |
| 2    | Krum Donchev       |     |     | Ret |     | 3   |     |     | 2   | 2   | 22     |
| 3    | Dimitar Iliev      | Ret | 3   | Ret |     | 2   |     | Ret | 1   | Ret | 21     |
| 4    | Michał Sołowow     | 18  | 10  | 3   | 12  | 4   |     | Ret | 5   | 3   | 21     |
| 5    | Bryan Bouffier     | Ret |     |     | 15  |     | 12  | 3   |     | 1   | 16     |
| 6    | Paolo Andreucci    | 1   |     |     |     |     |     |     |     |     | 10     |
| 6    | Leszek Kuzaj       |     |     | 1   |     |     |     |     |     |     | 10     |
| 6    | Roman Kresta       |     |     |     |     |     |     | 1   |     |     | 10     |
| 9    | Armindo Araujo     |     |     |     |     |     | 2   |     |     |     | 8      |
| 9    | Volkan Isik        |     | 2   |     |     | Ret |     |     |     |     | 8      |
| 9    | Václav Pech        |     |     |     |     |     |     | 2   |     |     | 8      |
| 9    | Luca Cantamessa    | 2   |     |     |     |     |     |     |     |     | 8      |
| 9    | Oscar Svedlund     |     |     | 2   |     |     |     |     |     |     | 8      |
| 9    | Kris Princen       |     |     |     | 2   |     |     |     |     |     | 8      |

- Referencias[2]